# 홍콩할매귀신
홍콩할매귀신(영어: Hong Kong grandma ghost)은 1980년대 후반에서 1990년대 초까지 초등학생 사이에 널리 유행했던 괴담이다. 초등학교에서 학생들에게 괴소문에 동요되지 말 것을 호소하는 등, 사회적 파장이 컸던 괴담이었다.

## 괴담 내용
고양이를 너무나 사랑하던 할머니가 홍콩으로 여행을 가야 하는 일이 생겼다. 하지만 자기 고양이를 집에 놓아둘 수가 없어서 가방 안에 몰래 넣어두었다고 한다. 그런데 타고 있던 비행기가 추락하고, 이 때문에 할머니와 고양이의 영혼이 충격으로 합쳐졌다고 한다. 이후에 이 할머니는 홍콩할매귀신이 되어 밤중에 아이들을 습격한다고 하는데, 이를 방지하려면 손톱과 발톱을 보여주지 말아야 한다고 한다. 이 귀신은 30미터를 뛰어오를 정도로 높은 도약력과 속도를 가지고 있으며, 아이들에게 여러가지를 물어본다고 한다. 하지만 결국 자신의 정체를 보여주며 아이들을 살해한다는 내용의 괴담이다.

## 괴담 탄생의 사회적 배경
괴담탄생의 유력한 설명중에 하나로 당시 서울 강남 지역 학부모들이 어린이 유괴사건,인신매매등 강력범죄와 방과후 각종 유해업소출입에 대한 대책으로서 자녀들의 귀가를 일찍 종용하기 위한 수단중 하나로 괴담을 지어낸 것이 확산되었다는 이야기가 있다. (2001년 MBC의 《타임머신》에서 방송) 괴담의 배경이 홍콩인 것은 당시 강시를 소재로 한 홍콩괴기영화가 크게 유행했던 시대상을 반영한 것이며, 소재가 비행기사고인 것은 80년대에 빈번했던 대규모 비행기사고의 연장선상에 있는 것으로 보인다. 한편 일본에도 유사한 스토리의 괴담이 있는데, 재래식 화장실에서 볼일을 보려고 쪼그리고 앉아있으면 변기통 아래에서 파란 휴지줄까 빨간 휴지줄까라는 목소리가 들린다고 하며 해당 귀신의 이름은 '하나코'이다.

## 대중문화속의 홍콩할매귀신
홍콩할매귀신은 당시 어린이 프로그램으로 최고의 인기를 구가하고 있던 MBC의 인형극 《태극아이 505》의 악역으로 출연하였고, 신비아파트의 귀신인 구묘귀의 모티브가 되기도 하였다. 타임머신에서도 나올 정도로 유명했다.

## 같이 보기
- 홍콩 영화